# Pagoda

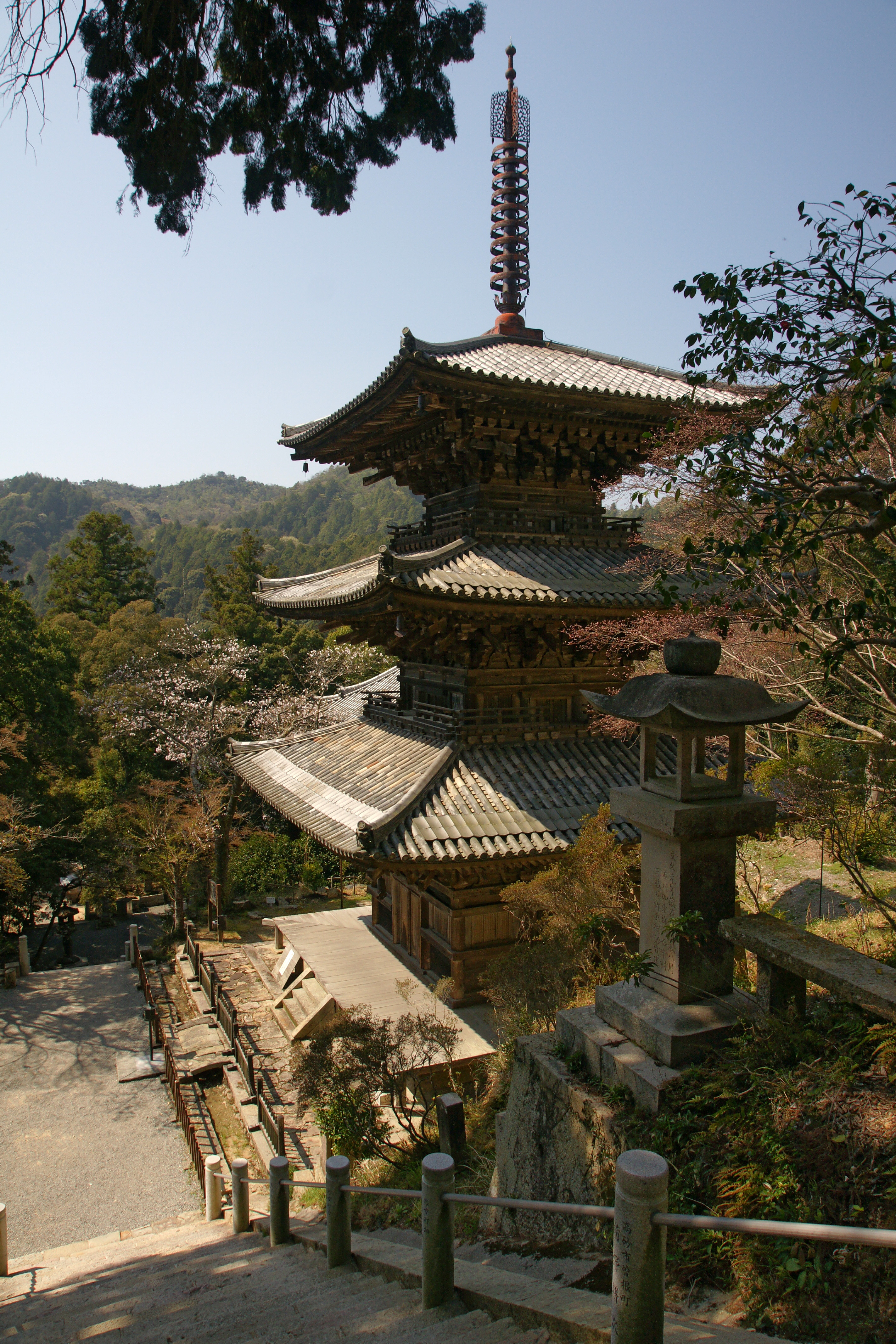
La pagoda Ichijoji, Japó, any de construcció 1171. (Tresor Nacional del Japó)

La pagoda (mot d'origen indi transmès mitjançant el portuguès) és un lloc de culte per als creients de la religió budista. És la forma que ha pres l'stupa al món xinès.
La pagoda moderna és una evolució de l'stupa índia, una estructura en forma de túmul on es guardaven relíquies sagrades. La forma arquitectònica de l'stupa es va estendre per Àsia, i va prendre diverses maneres d'incorporar-hi detalls específics de cada localitat.
A causa de l'altura, les pagodes atrauen els llamps, la qual cosa reforçava el que fossin percebudes com a llocs carregats espiritualment. Moltes pagodes tenen al sostre una estructura que funciona com parallamps, anomenada finial. A més de servir de parallamps, el finial té un significat simbòlic en el budisme, hi sol representar el mani o cinquè element. De vegades és decorat amb dissenys de flor de lotus.

## Etimologia
A la cultura occidental, la paraula pagoda apareix a França el 1545, com pagode, que significava «temple de religions orientals». El mot, al seu torn, va derivar d'un vocable portuguès de 1516, d'origen desconegut. Una possible arrel és el dravidiano pagodi o pagavadi, un nom de la deessa Kali derivat del sànscrit bhagavati , i el persa butkada (‘temple’).
Segons l'Institut d'Estudis Catalans pagoda prové del portuguès pagode, i al seu torn aquest vocable del dravídic pagôdi; pròpiament Kali, esposa del déu Shiva.
Fonts budistes apunten que el mot sànscrit «dhatu garba» (contenidor de relíquies sagrades) va evolucionar cap al singalés dagoba, que es refereix a una stupa.

## Històric

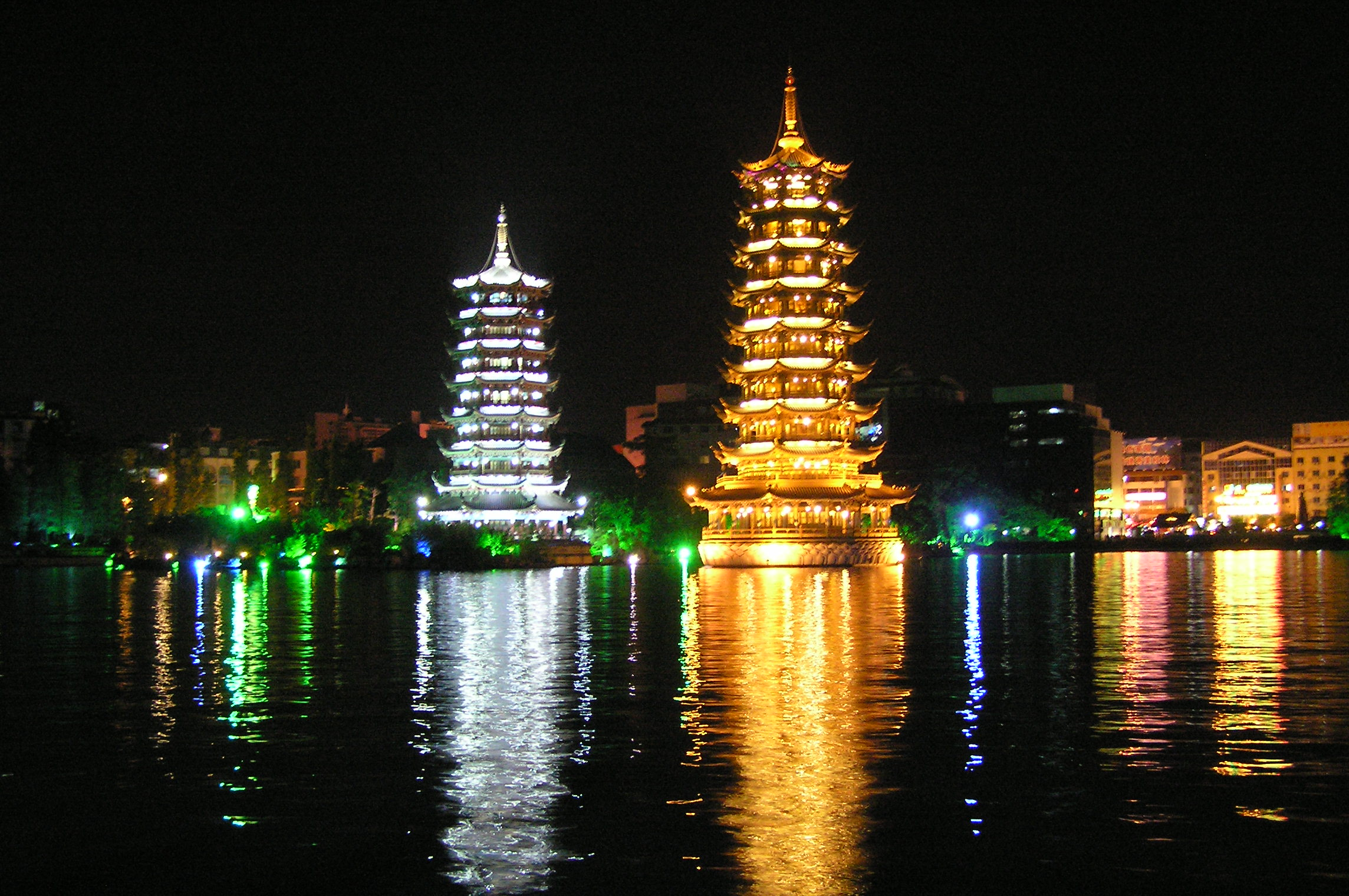
Pagodes a Guilin, dins el Guangxi, Xina

Vinguda de l'Índia, la pagoda, com el budisme, s'ha propagat a partir del segle ii a la Xina, després a Corea així com al Japó. La pagoda és una evolució de l'stupa indi, una mena de sepultura on les relíquies sagrades podien ser protegides i ser venerades. La forma de l'stupa indi, en canvi, que evoluciona més tard a mitja esfera, s'ha diversificat enormement quan es va propagar a tota l'Àsia, fins a presentar, com és el cas de la pagoda, una arquitectura que ja no posseeix en absolut cap de les característiques de l'stupa.
Hi ha una pagoda a cada poble de Tailàndia. A la Xina, la pagoda, al centre dels grans temples budistes, tenia, a més a més, altres avantatges i utilitats. Servia per exemple, de torre d'observació. La possibilitat que oferia per a vigilar els moviments dels enemics constitueix n'explica la popularitat. Finalment per l'altitud, en navegació marítima i fluvial, la pagoda servia de far per a indicar embarcadors o ponts que s'hi trobaven a prop. A l'est d'Àsia, l'arquitectura de les torres xineses i els pavellons xinesos es va barrejar amb l'arquitectura de les pagodes, una moda que es va estendre també al sud-est asiàtic. Les pagodes es va popularitzar pels esforços de missioners budistes, pelegrins, governants i devots ordinaris per honrar les relíquies budistes.
Compostes de diversos pisos de maçoneria, pedra i maó, sense xinbaxira (una columna central de fusta de xiprer japonès), les pagodes tenen un espai interior vast als pisos del qual es pot accedir per les escales. De l'època de la dinastia Han (25-220) fins a la dinastia Qing (1644-1911), aquestes tenen una funció altament religiosa, i serveixen de lloc de culte i de lloc de conservació de relíquies per a l'Imperi, orfenat, escoles, llocs de trobada entre vilatans. Això no impedia pas els xinesos de servir-se'n com a observatori, com era el cas per exemple per a la pagoda octogonal Liaodi.
Hi ha monuments de pedra que imiten les pagodes xineses a Corea, testimonis de l'època de les invasions xineses.
Al Japó, contràriament a les construccions de la Xina, la pagoda és construïda amb fusta i acompanyada d'un shinbashira, una columna central, d'ençà el segle vii. En realitat, el mot pagoda es va sobretot servir per a designar la pagoda japonesa amb els típics voladissos amples i merament ornamentals. Composta de diversos pisos també, és més aviat un objecte d'art i que serveix principalment per a ser admirat. Les pagodes són constituïdes d'un sòcol, d'un cos i d'una agulla o d'una espiga però sense escala al Japó. Se'n conserven fins avui aguns exemples. El Japó, molt més que la Xina, és travessat cada any per tifons o sismes que meten malbé moltes construccions. El Japó té vint-i-dos pagodes de fusta de cinc pisos construïdes abans de 1850.

## Simbolisme i geomància

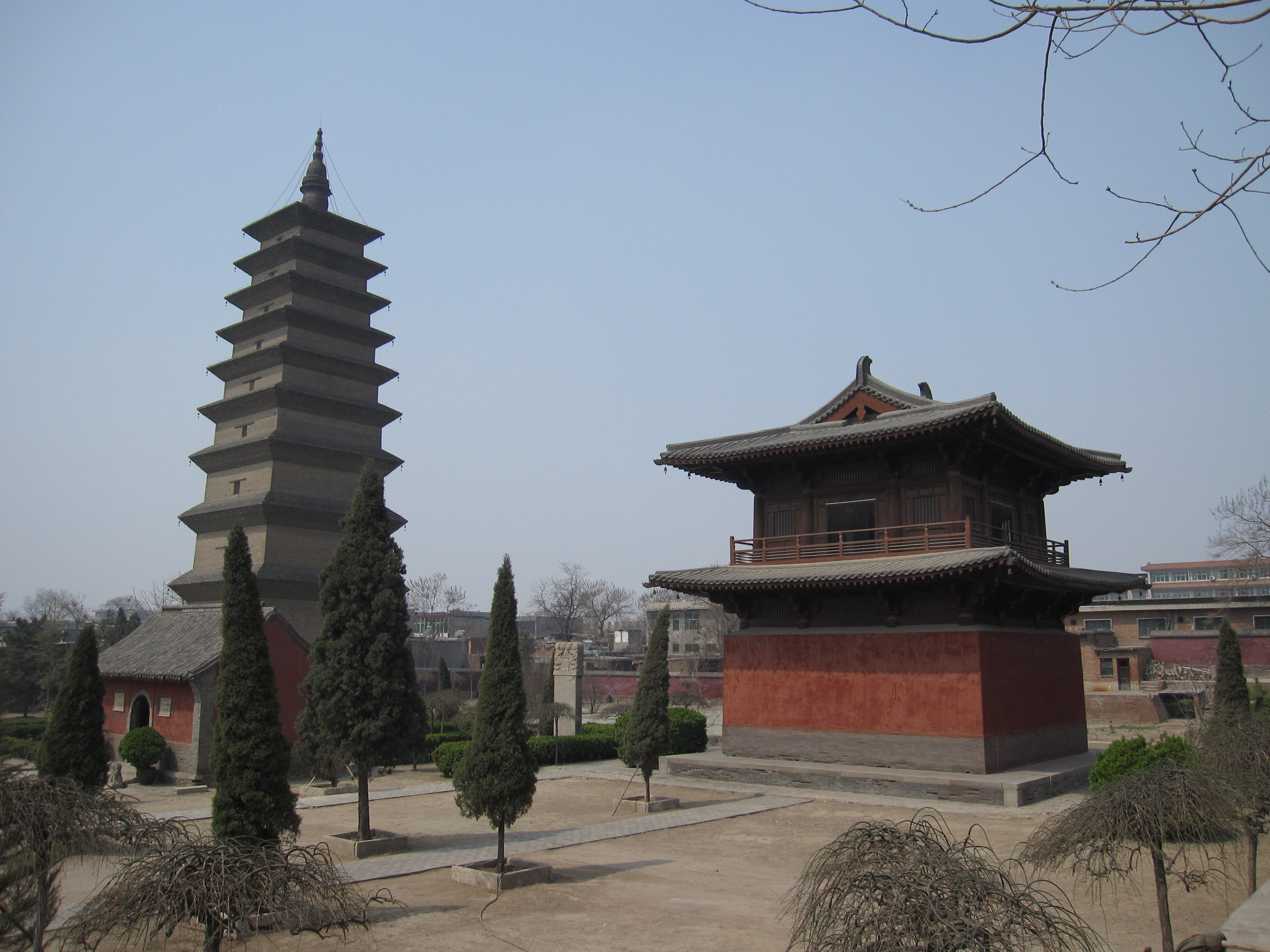
La Pagoda Xumi, construïda l'any 636 dC durant la dinastia Tang.

La iconografia xinesa es nota en l'arquitectura de pagodes xineses i de l'Àsia oriental. També destaca la iconografia budista, com la imatge del Sakyamuni (savi dels savis) i el Buda Gautama a l'abhaya mudra. En un article sobre els elements budistes en l'art de la dinastia Han, Wu Hung suggereix que en aquests temples, el simbolisme budista es va fusionar amb les tradicions xineses natives en un sistema únic de simbolisme.
Alguns creien que la reverència a les pagodes podria portar sort als estudiants que fan els exàmens del servei civil xinès. Quan una pagoda del comtat de Yihuang a Fuzhou es va esfondrar el 1210, els habitants locals van creure que el desastre tenia una relació amb el fracàs aquest any de molts candidats alss exàmens de la prefectura. La pagoda va ser reconstruïda el 1223 i hi havia una llista dels candidats a examen aprovats, amb l'esperança de revertir la tendència i guanyar el favor sobrenatural del comtat.

## Estructura
Les pagodes de fusta són edificis de fins a cinc pisos. Són capaços de resistir terratrèmols, malgrat que són molts antics. La robustesa s'explica pel material el qual es van constuir. L'estructura de l'edifici és de fusta, que és més elàstics que els materials de construcció moderns, com el formigó o l'acer, i accepta grosses deformacions abans de trencar-se. Les pagades japoneses es fan de fusta, mentre que les pagades coreanes, per altra banda, es solen construir més aviat de pedra.
Els taulers que les formen tenen una forta unió sense necessitat de claus. En conseqüència, si la terra comença a sacsejar la fusta, els taulers s'uneixen els uns amb els altres encara més. Això és degut a unes juntes on s'insereixen les obertures petites i estretes dels taulers. Les pagodes són flexibles gràcies a les mil juntes enfilades.

## Materials

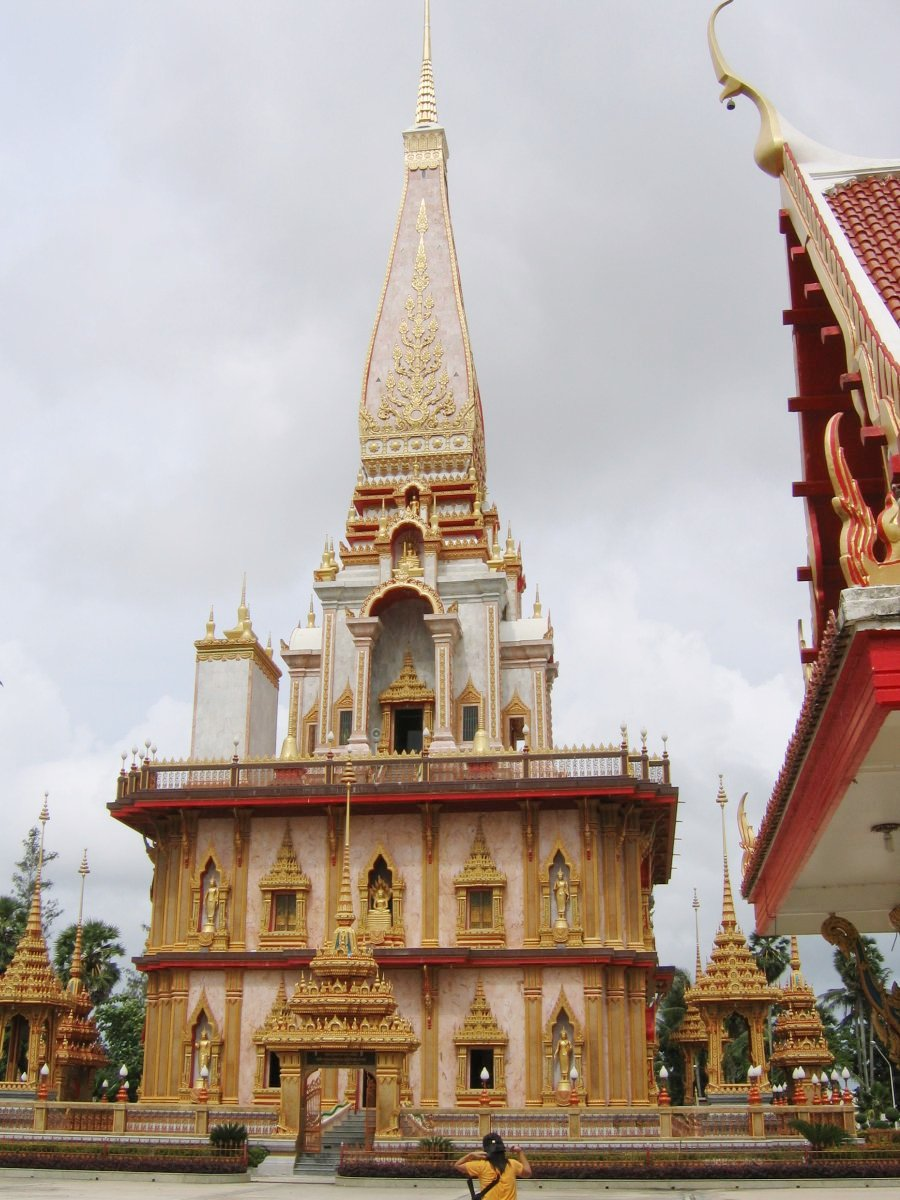
Pagoda a la Província de Phuket, a Tailàndia

Sota la dinastia Han, les pagodes antigues eren com la majoria construccions de l'època amb fusta. Desgraciadament, la fusta s'incendiava fàcilment, la fusta també es podia podrir i ser destruïda per insectes. En canvi durant un sisme, són les pagodes de fusta les que resistien millor i aquelles d'obra són poc estables. Les pagodes de fusta no són presents més que al Japó amb una excepció a prop: la pagoda Sakyamuni del temple Fogong, del segle xi i de 67 metres d'alçària, l'única estructura completament de fusta existent encara a la Xina.
Reemplaçar la fusta pel maó i la pedra ha dut les pagodes més resistents al foc. Emprar aquests materials ha contribuït a reduir la mida dels voladissos atès que el maó té una feble resistència flexional i de cisallament. A la Xina hi ha la majoria de les pagodes de maó. Hi ha igualment encara algunes pagodes de bronze, ferro ceràmic o compostes de maons i teules envernissades a la Xina.
La pagoda octogonal Liaodi (terme que significa «Observació de l'enemic») de 1055 del temple Kaiyuan a Dingzhou (nord de la Xina) de 84 metres d'alçada, i onze pisos és fet d'obra. Típicament xinesa, és la més alta de les pagodes antigues que encara existeixen. Els voladissos són fets de capes de maons són curts. A la part central hi ha una escala, i la pagoda té portes i finestres.
La primera grossa pagoda de pedra és la Pagoda de les Quatre Portes al Licheng a Shandong, construïda el 611 durant la dinastia Sui. Igual que la Pagoda Songyue, presenta una agulla a la part superior i té l'estil d'un pavelló.

## Decadència amb el temps

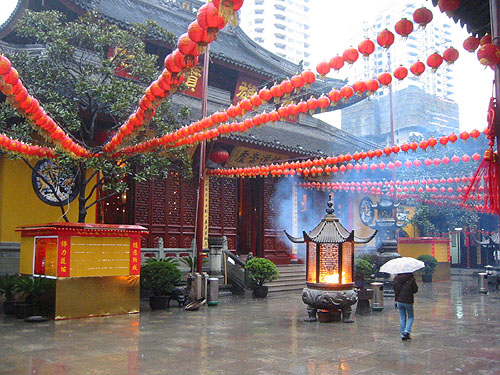
El Temple del Buda de Jade a Xangai segueix el disseny de diversos patis de la dinastia Song i no presenta una pagoda. El saló principal és al centre.

Les pagodes, d'acord amb la tradició del Temple del Cavall Blanc, es col·locaven generalment al centre dels temples fins a les dinasties Sui i Dinastia Tang. Durant el Tang, es va elevar la importància de la sala principal i la pagoda que es va moure al costat de la sala, o fora del recinte del temple del tot. A principi de la dinastia Tang, el monjo budista Daoxuan va escriure un Disseny estàndard per a la construcció de temples budistes en què la sala principal va reemplaçar la pagoda com a centre del temple.
El disseny dels temples també va ser influenciat per l'ús de residències tradicionals xineses com a santuaris, després que fossin donats filantròpicament pels rics o els pietosos. En aquests espais preconfigurats, la construcció d'una pagoda central podria no haver estat desitjable ni possible.

A la dinastia Song (960–1279), la secta Chan (Zen) va desenvolupar una nova «estructura de set parts» per als temples. Les set parts (la sala de Buda, la sala del dharma, les estances dels monjos, el dipòsit, la porta, la sala de la terra pura i les instal·lacions sanitàries) exclouen les pagodes i es pot considerar que representen el triomf final del sistema tradicional xinès de palaus i patis sobre l'original tradició de la pagoda central establerta mil anys abans pel Temple del Cavall Blanc el 67. Encara que es van construir fora del temple principal en si, encara es van construir grans pagodes en la tradició del passat. S'hi inclouen les dues pagodes de la dinastia Ming del Temple Famen i la Pagoda Chongwen al Jingyang de Shaanxi.
Un destacat exemple posterior de convertir un palau en un temple és el Temple de Yonghe de Pequín, que va ser la residència de l'emperador Yongzheng abans d'ascendir al tron. Va ser donat per a servir de lamasteri després de la seva mort el 1735.

## Exemples de pagoda
- Temple de Surya (Konarak), anomenat també la Pagoda negra.
- El temple de Jagannatha anomenat també la Pagoda blanca
- Pagoda de Kyaiktiyo, anomenada també Roca d'or.

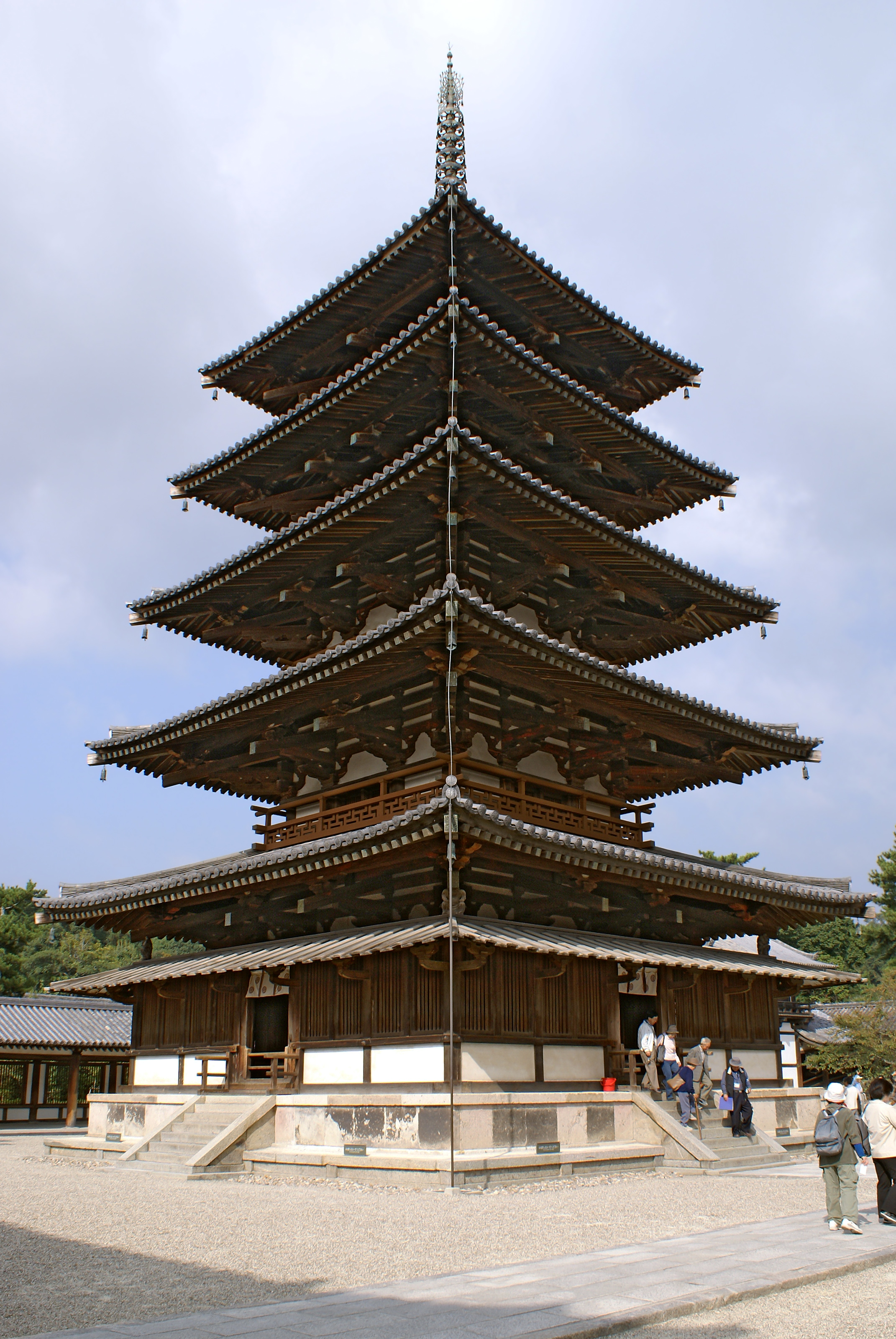
La pagoda Hōryū-ji, Japó (Patrimoni de la Humanitat)
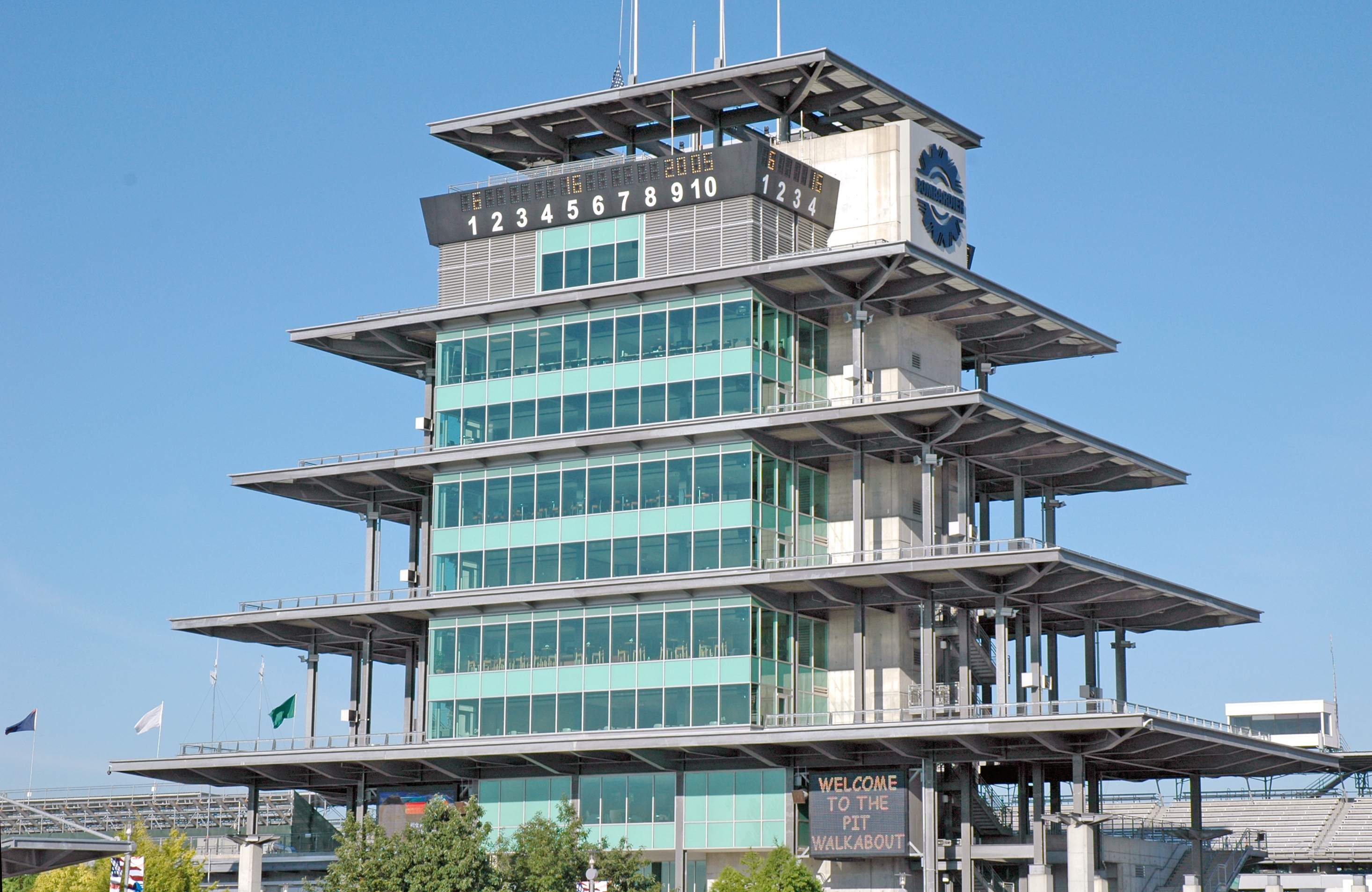
La Bombardier Pagoda a l'Indianapolis Motor Speedway